# Santa Clara (Cuba)
Santa Clara, hoofdstad van de provincie Villa Clara in Cuba, is een gemeente en stad in centraal Cuba gelegen aan de westelijk voet van het Sierra del Escambray-gebergte met een inwonertal van 244.000 (2015).
Santa Clara is een verkeersknooppunt, universitair en agrarisch centrum.

## Geschiedenis
In de laatste decemberdagen van 1958 vochten de Revolutionaire Troepen van Che Guevara hier een beslissende slag uit met de manschappen van dictator Fulgencio Batista, die een gepantserde trein (Tren Blindado) naar Santa Clara had gestuurd om zijn troepen te ondersteunen. De trein werd nabij het station van Santa Clara met een bulldozer tot staan gebracht, de lading wapens kwam in handen van El Che en zijn mannen, en de overwinning van de Revolutie was een feit. In de vroege uren van nieuwjaarsdag 1959 ontvluchtte Batista de hoofdstad Havana, nadat ook Santiago de Cuba gevallen was. Een paar dagen later trok Che met Camilo Cienfuegos Havana binnen, op 8 januari 1959 op de voet gevolgd door Fidel Castro.

## Bezienswaardigheden
De twee voornaamste bezienswaardigheden in Santa Clara zijn het monument van de Tren Blindado en het mausoleum van Che Guevara, wiens gebeente hier werd bijgezet in 1997, nadat het werd gerepatrieerd uit Bolivia, waar Che in 1967 werd gedood door Boliviaanse militairen op bevel van de CIA.

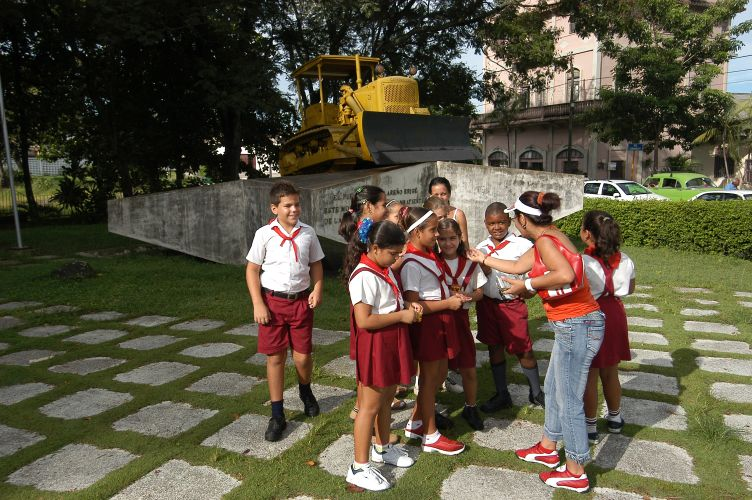
Tren Blindado Monument in Santa Clara
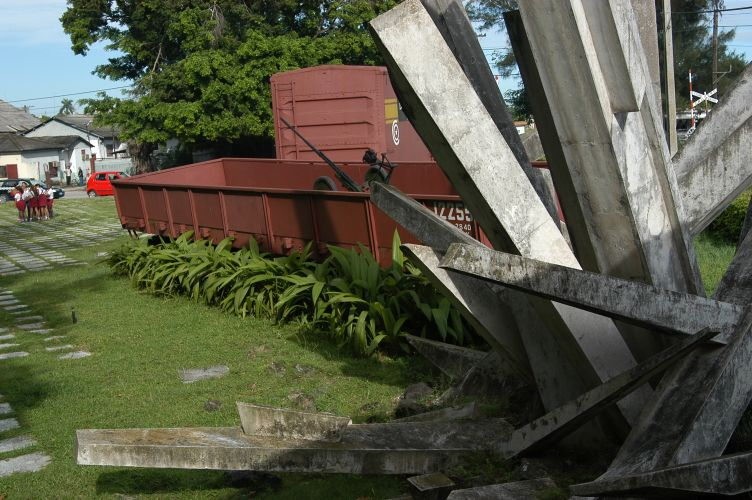
Tren Blindado Monument in Santa Clara
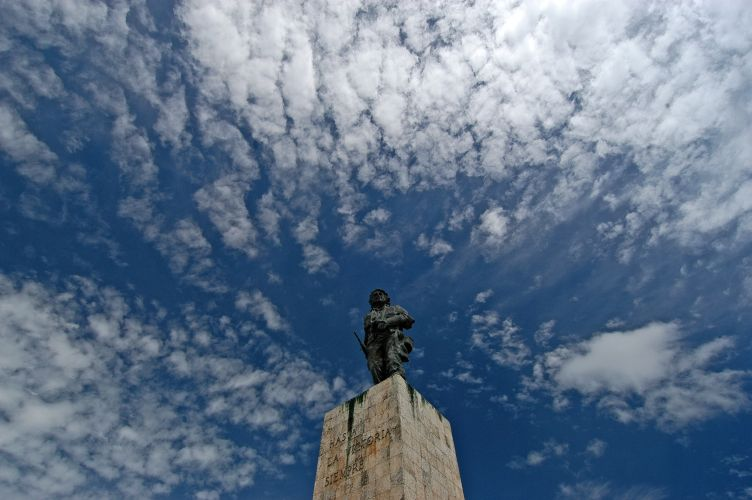
Che Guevara Mausoleum in Santa Clara